# Patrick Scherrer
Patrick Scherrer (* 20. Dezember 1986 in Feldkirch) ist ein österreichischer Fußballspieler auf der Position eines Mittelfeldspielers.

## Karriere
Scherrer war Schüler der Fußballakademie Vorarlberg und dort zuletzt Mitglied in der U-19-Mannschaft des Bundesliganachwuchszentrums. Im Mai 2005 wechselte Scherrer zum SC Austria Lustenau und spielte dort im linken Mittelfeld. Im November 2007 wurde Scherrer von einer Jury bestehend aus den Trainern der österreichischen Fußball-Bundesliga und Herbert Prohaska zum Youngstar des Monats gewählt. Prohaska begründete dies damit, dass Scherrer „Stammspieler bei einem heißen Titelanwärter“ sei und das bedeute zwangsläufig, „dass er über großes Talent und gute Fähigkeiten auf der linken Außenbahn verfügt.“ Am 26. Mai 2008 unterschrieb Scherrer einen Dreijahresvertrag beim SK Sturm Graz.
Ab dem 7. Jänner 2008 leistete Scherrer den Wehrdienst beim Österreichischen Bundesheer und kam damit nur zu wenigen Einsätzen bei den Blackies. Am 29. Juli 2008 feierte er sein Debüt in der österreichischen Bundesliga, als er in der 74. Minute für Andreas Hölzl ins Spiel kam. Sein erstes Bundesliga-Tor erzielte Scherrer am 12. November 2008 beim 3:0-Auswärtssieg beim LASK Linz in der 94. Minute, nachdem er erst in der 89. Spielminute für Samir Muratović eingewechselt wurde. Weiters kam er zu drei Einsätzen im UI-Cup sowie zu zwei Einsätzen im ÖFB-Cup, wo er auch einen Treffer erzielen konnte. Außerdem stand Scherrer im Kader der Sturm Amateure, bei denen er zu sieben Einsätzen kam und dabei drei Treffer erzielte.
In der Saison 2009/10 spielte Scherrer leihweise beim Bundesligaabsteiger SCR Altach. Ab der folgenden Saison spielte Scherrer fix bei den Altachern. Bis zur Saison 2012/13 kam er in 63 weiteren Zweitligapartien für die Vorarlberger zum Einsatz, wobei er insgesamt sieben Tore – diese alle in der Saison 2010/11 – beisteuern konnte. Danach wechselte er zum Liechtensteiner Fußballverein USV Eschen-Mauren mit Spielbetrieb in der vierthöchsten Schweizer Fußballliga. Nach 32 Zweitligaeinsätzen und zwölf -toren kehrte er in der Winterpause 2014/15 wieder in seine Heimat zurück und heuerte beim Regionalligaklub FC Hard an. Hier kam er in den nachfolgenden drei Spielzeiten bis 2016/17 zu 65 Meisterschaftseinsätzen, in denen er acht Tore erzielte, ehe er noch eine Spielklasse tiefer zum FC Nenzing in die Vorarlbergliga wechselte.
In seiner ersten Saison kam er nur in einem einzigen Ligaspiel zum Einsatz; in diesem erzielte er auch ein Tor. Scherrer, der in diesem Jahr geheiratet hatte, fiel die restliche Saison aufgrund einer schweren Verletzung aus. Bei seinem einzigen Einsatz in dieser Saison zog er sich einen Abriss der Sehne im Kniegelenk zu, was eine Operation nach sich zog. In den nachfolgenden Spielzeiten konnte er seine Einsätze steigern und brachte es 2018/19 auf 21 Ligapartien und zwei -tore, 2019/20 auf 15 Meisterschaftsspiele und drei Treffer und wurde in sieben Meisterschaftspartien der Saison 2020/21 eingesetzt, wobei er ein Tor erzielte.
Hauptberuflich unterrichtet Scherrer an der Sportmittelschule Hohenems-Markt, an der er auch Fußballmannschaften betreut.

## Erfolge
- Youngstar des Monats: November 2007 in der Ersten Liga